# 736 до н. е.

## Події
- Розпочалась Перша Мессенська війна;
- Похід Тіглатпаласара III на північ до країн Наїрі.